# Torre Bouchard
La Torre Bouchard (antes conocida como Torre Bouchard Plaza) es un edificio de oficinas ubicado cercano al conjunto Catalinas Norte, que se encuentra en el barrio de San Nicolás, en Buenos Aires, Argentina. Mide 115 metros. Es reconocible por su un remate piramidal. Alberga la sede de Aerolíneas Argentinas, la Embajada de Japón y oficinas del Banco Mundial.

## Características
El diseño de la torre, reconocible a la distancia por su remate piramidal que culmina a 115 metros de altura, fue realizado por los estudios de arquitectura Peralta Ramos SEPRA, Beccar Varela SEPRA y Robirosa, Beccar Varela, Pasinato en 1991, y ésta fue inaugurada en 1994
Fue construida en terrenos que hacia fines del siglo XIX habían sido adquiridos por la Sociedad Anónima Depósitos y Muelles de las Catalinas, vendidos en 1945 y mantenidos durante décadas como estacionamientos a cielo abierto. En la parcela al norte se construyó la Torre Bouchard Plaza.
Se eligió distribuir las plantas libres alrededor de un núcleo central de circulación vertical (cuatro ascensores y dos escaleras), dejando el espacio alquilable en el perímetro. Se trata de una planta básica cuadrada con 30 metros de lado. Como detalle, los vértices aparecen truncados a 45 grados hasta la mitad del desarrollo de la torre, a partir de la cual se ensanchan. Al momento de su construcción, fue anunciado como "el primer edificio Iluminati" para oficinas de Buenos Aires", al tener un sistema centralizado tanto para las comunicaciones externas, como para los servicios y las oficinas. El sistema estructural, con las columnas agrupadas en el perímetro del edificio, se asemejan al de un diseño anterior del estudio SEPRA, la Torre La Buenos Aires, aunque con una proporción distinta entre los pares de fachadas.
En la actualidad, la Torre Bouchard aloja, entre otras entidades, a la Embajada del Japón, al Directorio y otras dependencias de Aerolíneas Argentinas y a las oficinas del Banco Mundial en la Argentina.